# آبان‌دخت
آبان‌دخت نجیب‌زاده هخامنشی و همسر داریوش سوم، واپسین شاهنشاه هخامنشی بود. دربارهٔ او اطلاعاتی در دست نیست و جز نامش اثر دیگری از او باقی نمانده‌است.